# Vlag van Lingewaal

vlag van de gemeente Lingewaal

De vlag van Lingewaal was tot 2019 de gemeentelijke vlag van de voormalige Gelderse gemeente Lingewaal. Een gemeentebesluit is onbekend. Het exemplaar dat voor het gemeentehuis hing, werd in 2018 als vermist opgegeven. De vlag kan als volgt worden beschreven:
Een wit dundoek in de verhouding 2:3, daarop gedrukt het wapen van Lingewaal, waarbij het wapen is afgebeeld zonder voetstuk en geplaatst met de basis evenwijdig aan de lengte van de vlag.
De vlag bestaat uit een witte achtergrond waarop het gemeentewapen is afgebeeld.

## Verwante afbeeldingen

Wapen van Lingewaal

Ammerzoden 
· Angerlo 
· Batenburg 
· Beesd 
· Bemmel 
· Bergh 
· Bergharen 
· Beusichem 
· Borculo 
· Brakel 
· Didam 
· Dinxperlo 
· Dodewaard 
· Dreumel 
· Echteld 
· Eibergen 
· Elst 
· Ewijk 
· Geldermalsen 
· Gendringen 
· Gendt 
· Gorssel 
· Groenlo 
· Groesbeek 
· Hedel 
· Heerewaarden 
· Hemmen 
· Hengelo 
· Herwen en Aerdt 
· Heteren 
· Heukelum 
· Hoevelaken 
· Horssen 
· Huissen 
· Hummelo en Keppel 
· Hurwenen 
· Kerkwijk 
· Kesteren 
· Laren 
· Lichtenvoorde 
· Lienden 
· Lingewaal 
· Maurik 
· Millingen aan de Rijn 
· Neede 
· Neerijnen 
· Overasselt 
· Rijnwaarden 
· Rossum 
· Ruurlo 
· Steenderen 
· Ubbergen 
· Valburg 
· Vorden 
· Wadenoijen 
· Wamel 
· Warnsveld 
· Wehl 
· Wisch 
· Zelhem 
· Zoelen